# Düne

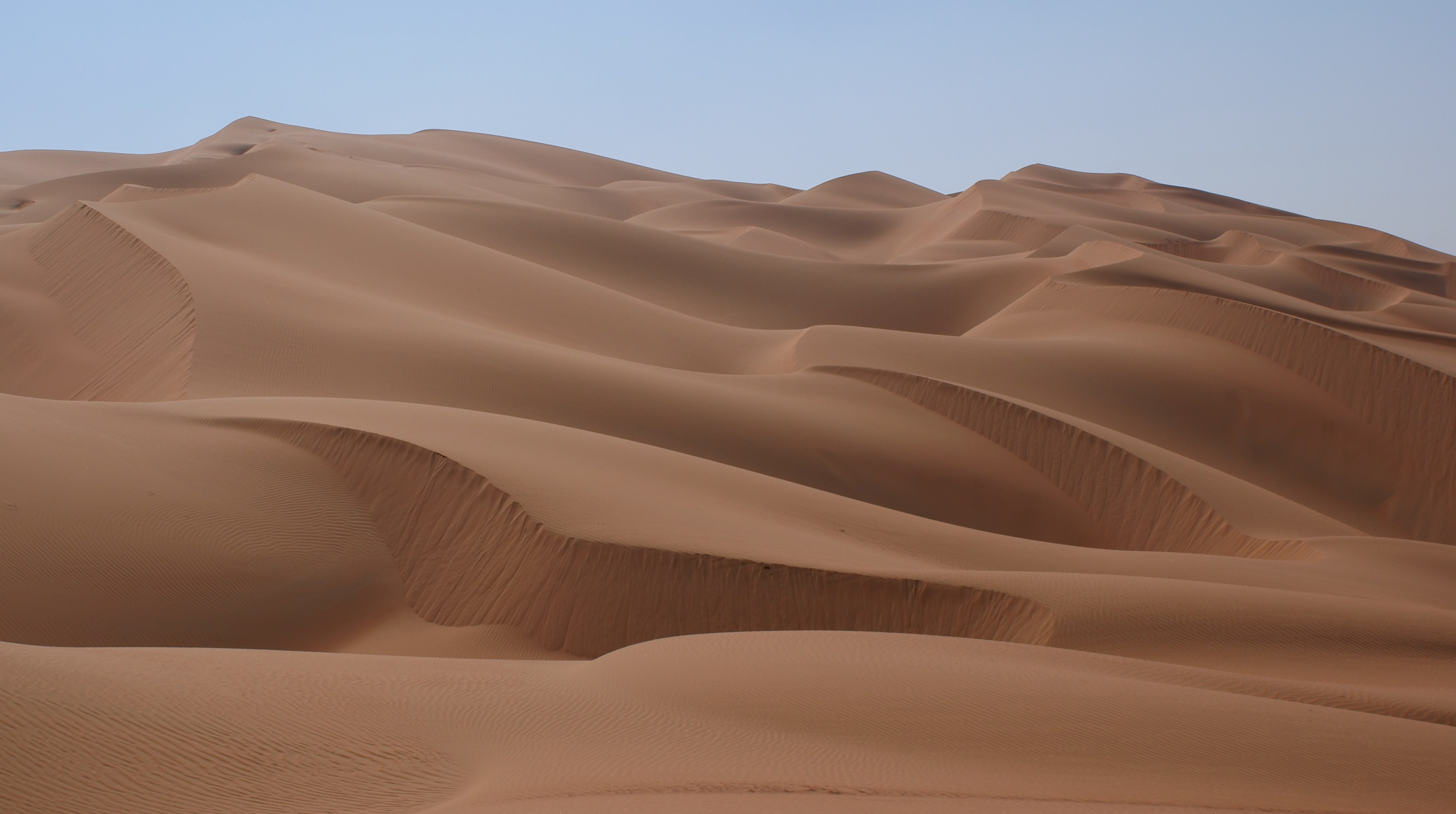
Dünen in der Rub al-Chali, der größten Sandwüste der Erde.

Eine Düne ist eine Erhebung aus Sand, der vom Wind angeweht und abgelagert wird. Die Bildung von Dünen setzt das Vorhandensein von Sand und das Fehlen von Wasser oder einer geschlossenen Pflanzendecke voraus. Dünen bilden sich daher bevorzugt in trockenen (ariden) Klimazonen, können aber auch in humiden Gebieten auftreten, sofern die befestigende Vegetation beseitigt wurde. Wird der Sand eher gleichmäßig in Form einer Decke aufgeweht, spricht man neutral von Flugsand.

## Dünenbildung

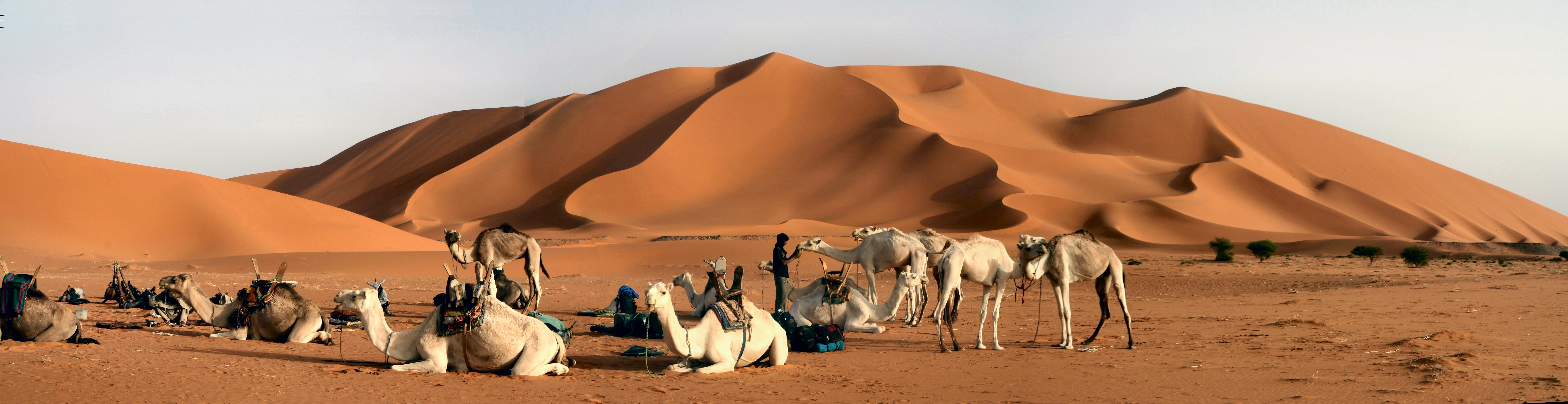
Dünen im Adrar Ahnet, Algerien

Die Bildung von Dünen kann mit dem Helmholtzschen Gesetz erklärt werden: „Strömen zwei Medien unterschiedlicher Dichte aneinander vorbei, so ergibt sich eine wellenförmige Begrenzungsfläche.“ Diese ist bei den allgemein herrschenden Windstärken strömungsenergetisch günstiger als eine ebene Begrenzungsfläche (cw-Wert). Dabei unterscheidet man Großformen, die eigentlichen Dünen, und Kleinformen, die Rippeln. Während Dünen beträchtliche Ausmaße und Mächtigkeiten erreichen können, haben Rippeln meist nur eine Höhe von wenigen Zentimetern, bei einer Erstreckung im Dezimeterbereich.

## Dünenzonen
Die Dünenzonen der Erde unterteilt man allgemein nach den Klimazonen bzw. nach Sonderfällen:
- Dünen der tropischen und subtropischen Wüsten und Halbwüsten
- Dünen humider Klimate
- Dünen der Kältewüsten und Tundren
- Strand- bzw. Küstendünen und Dünen aktiver Flussauen

## Dünentypen

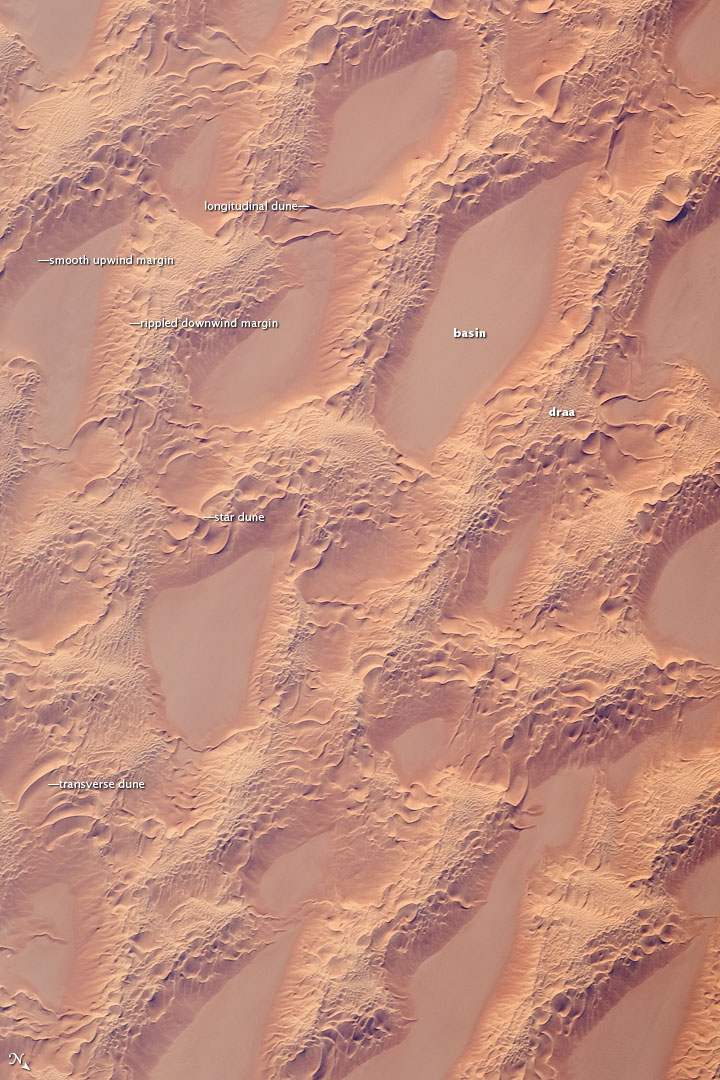
Verschiedene Typen von Dünen bei Murzuk in Libyen (Satellitenaufnahme)

In der Geomorphologie werden verschiedene Dünentypen unterschieden, deren Form als Ausdruck der äolischen Dynamik verstanden wird. Die Formen sind sehr vielfältig, erscheinen mehr oder weniger unregelmäßig und können in Kombinationen auftreten. Wesentlich für die Ausprägung unterschiedlicher Formen sind die örtlichen Bedingungen. Entscheidende Faktoren sind hierbei Unterschiede hinsichtlich der Windrichtungen und Windgeschwindigkeiten, der Materialdichte, der Sedimentfeuchte, der äölischen Sandzufuhr und der entwickelten Vegetationsbedeckung. Die in küstennahem Ablagerungsmilieu (litoral) gebildeten Rippelmarken werden bei größerer Höhe auch subaquatische Dünen genannt.
Dünentypen können nach unterschiedlichen Kriterien klassifiziert werden. Zunächst lassen sich ursprünglich entstandene Formen als Primärdünen von den Sekundärdünen unterscheiden, die sich aus oder auf Primärdünen entwickeln können.

### Primärdünen
Bei den primär gebildeten Dünen unterscheidet man zwischen freien und gebundenen Formen. Gebundene Dünen entstehen durch Sandablagerungen, die sich im Zusammenhang mit vorliegenden Strömungshindernissen oder vorhandener Vegetation bilden; hierzu zählen beispielsweise Parabeldünen, Leedünen, Echodünen, Sandrampen. Im Gegensatz dazu stehen freie Dünen, bei denen die äolischen Prozesse der Ablagerung (Transport und Akkumulation) sowie der Abtragung (Deflation und Korrasion) in den Formungsgebieten verhältnismäßig frei spielen, sodass die entstehenden Dünen sich auch bewegen.

#### Freie Dünen (Wanderdünen)

##### Sicheldüne (Barchan)
Die Sicheldüne, auch als Barchan bezeichnet, ist die am weitesten verbreitete Dünenform trockener Klimate. Ihre Entstehung geht auf die Wirbelbildung zwischen den Dünenkämmen zurück. Auf der Luvseite steigt die Oberfläche der Düne mit geringem Gefälle (ca. 15°) an und fällt auf der Leeseite steil (ca. 30°) ab. Zu den beiden Seiten, den Sichelenden, fällt die Höhe des Kammes der Düne ab. Die Sichelenden bewegen sich schneller als der Hauptkamm der Düne, wodurch die charakteristische Form entsteht. Grund für das schnellere Wandern der Seitenarme ist die geringere Sandmasse, die durch den Wind umgewälzt werden muss. Sicheldünen entstehen durch konstante Winde aus einer Hauptwindrichtung und „wandern“ leewärts. In Barchanfeldern ist keine oder nur eine extrem lückenhafte Vegetation vorhanden, die Bewegung des Sandes ungehindert.

##### Querdüne/Transversaldüne/Reihendüne
Die Querdünen, Transversaldünen oder Reihendünen sind langgestreckte Höhenrücken, die quer zur vorherrschenden Windrichtung angeordnet sind. Sie werden in Gebieten gebildet, in denen reichlich Sand vorhanden ist und eine Vegetation fehlt. Wichtig bei ihrer Bildung ist das Vorhandensein einer dominierenden Windrichtung, daher findet man Querdünen häufig an Sandküsten vor.

##### Längsdüne/Longitudinaldüne/Lineardüne/Strichdüne

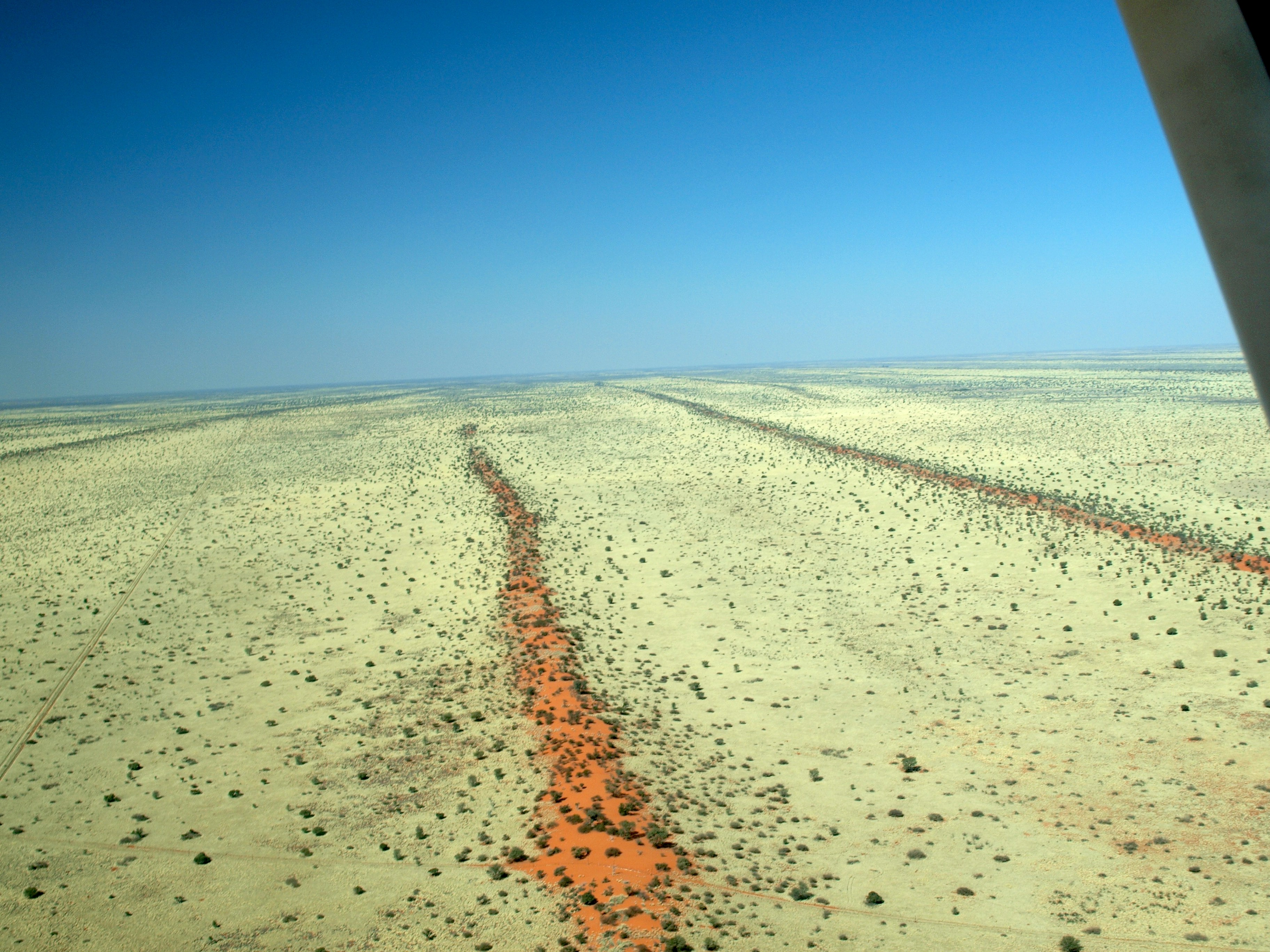
Längsdünen in der Kalahari

Die Längsdünen oder Longitudinaldünen sind langgestreckte, parallel zur vorherrschenden Windrichtung verlaufende Sandrücken. Die Gebiete, in denen Längsdünen vorkommen, weisen oft nur eine geringe Sandanlieferung auf und haben eher einen rauen Untergrund. Diese Dünen erreichen Höhen bis zu 100 Meter und erstrecken sich zum Teil über viele Kilometer. Häufig vorzufinden sind solche kilometerlangen Sandwälle in der westlichen Sahara, infolge der starken, konstant in eine Richtung laufenden Passatwinde. Sie gehen oft auf Parabeldünen zurück, deren Hauptkamm infolge der lang anhaltenden Winde durchbrochen wurde.

##### Draa-Düne
Die Draa-Dünen sind Riesen- oder Megadünen mit stabilen Kämmen. Im Gegensatz zu den anderen Dünentypen kommen sie ausschließlich in den großen Sandgebieten der Erde vor (z. B. im Bereich der Ergs der Sahara). Die Genese der Draa-Dünen ist noch nicht abschließend geklärt. Heutige Bildungsprozesse sind kaum zu beobachten. Es wird daher vermutet, dass die Draa-Dünen Vorzeitformen sind, die bereits im Pleistozän unter stabileren Windsystemen angelegt wurden.

#### Gebundene Dünen

##### Parabeldüne/Paraboldüne/Bogendüne
Die Paraboldüne, auch Bogendüne, ist der Sicheldüne ähnlich, jedoch schmaler und hat im Grundriss eine entgegengesetzte Krümmung. Sie ist teilweise mit Vegetation bewachsen. Die konvexe Seite zeigt leewärts. Der von Vegetation fast freie Mittelteil der Düne zieht schneller voran als die Schenkel, die dem Hauptkamm nicht folgen können, weil sie durch die dort dichtere Vegetation (Heidekraut, Krähenbeere) festgelegt werden. Parabeldünen entstehen in Regionen mit nennenswertem Niederschlag (semiarid bis humid), der die Entwicklung einer lockeren Vegetationsdecke ermöglicht.

##### Leedünen
Leedünen sind Sandverwehungen auf der Leeseite eines Hindernisses, das durch die Teilung der Stromlinien des Luftstroms einen Windschatten bewirkt. Dadurch, dass die Wirbel im Windschatten schwächer sind als im Hauptwindstrom, setzen sich leewärts die Sandkörner ab.

#### Dünenfelder
Ansammlungen von mehreren Dünen werden Dünenfeld oder auch Dünenzug genannt. Diese Ansammlungen können dabei flächenhaften oder langgestreckten Charakter haben.

### Sekundärdünen
Sekundärdünen bilden sich
- aus anderen Dünen (Kreuzdüne/Sterndüne)
- auf anderen Dünen (aufgesetzte Sekundärdünen/Gitterdünen)

Sie sind immobil.

#### Kreuzdüne/Sterndüne
Die Kreuz- oder Sterndünen sind besonders hohe Dünen und entstehen durch jahreszeitlich sich überlagernde Windrichtungen bei Vorhandensein großer Sandmengen. Die Sterndünen können unter Umständen mehrere 100 Meter über die Umgebung aufragen. Dieser Dünentyp wandert nicht, vielmehr wird der Sand immer wieder umgeschichtet.

## Dünen in Europa

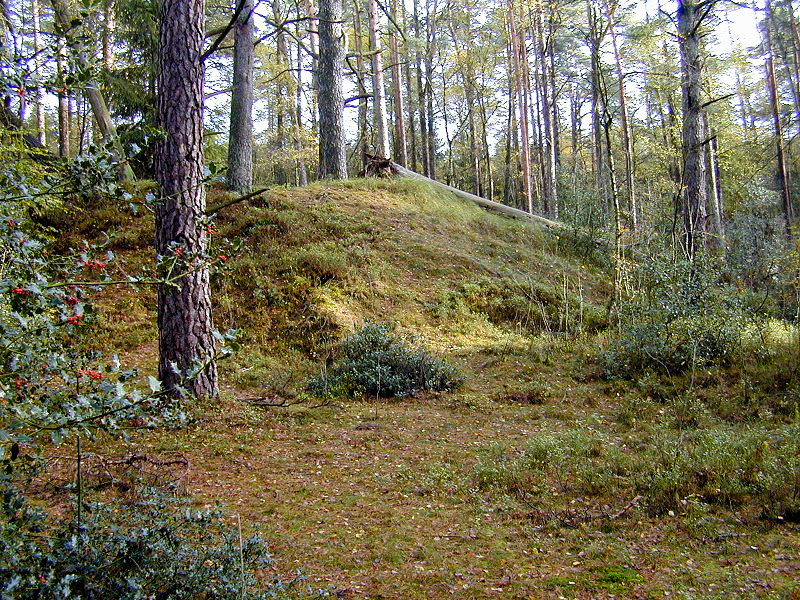
Bewaldete Dünen bei Ehrhorn

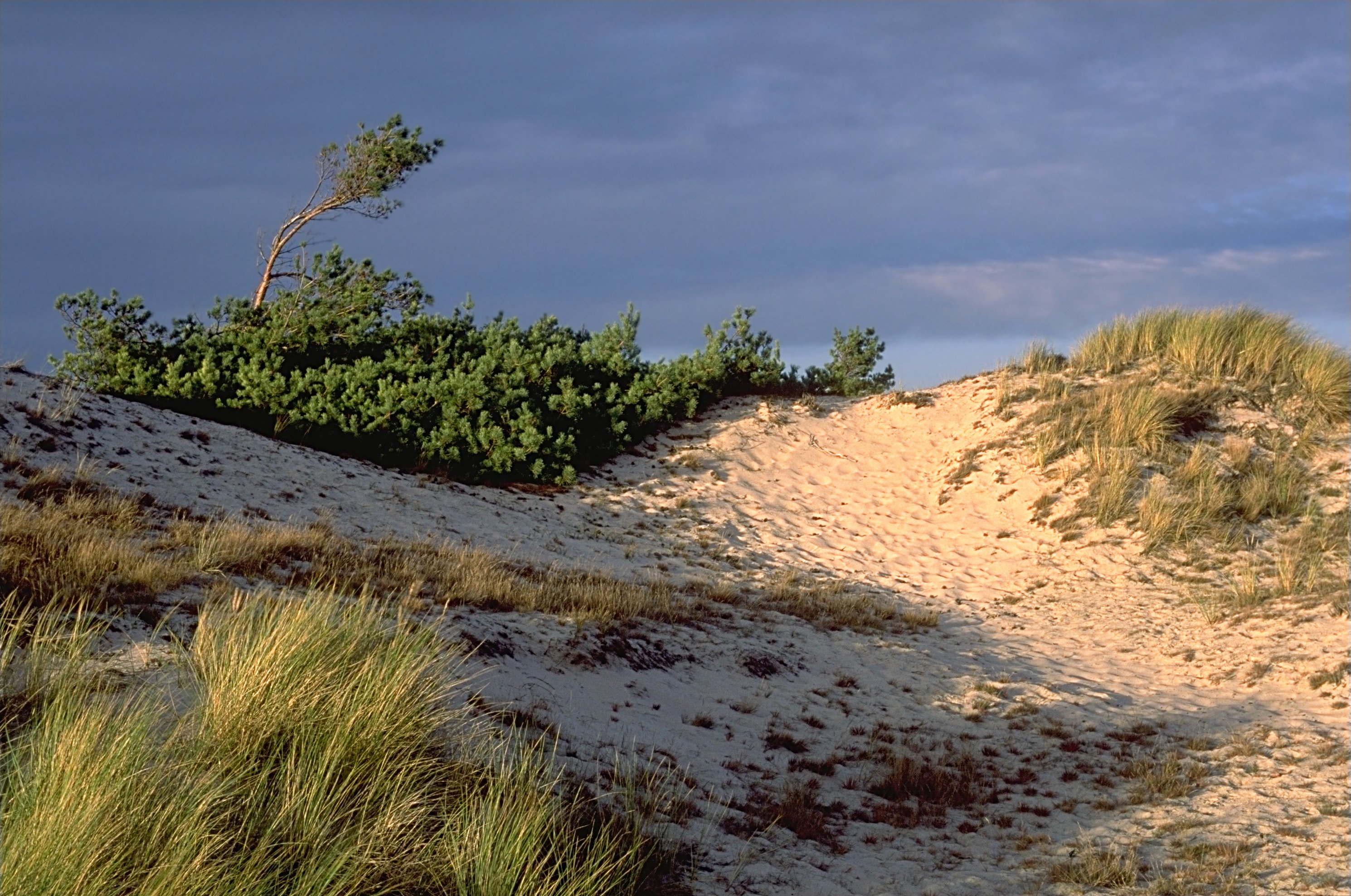
Düne an der Ostsee

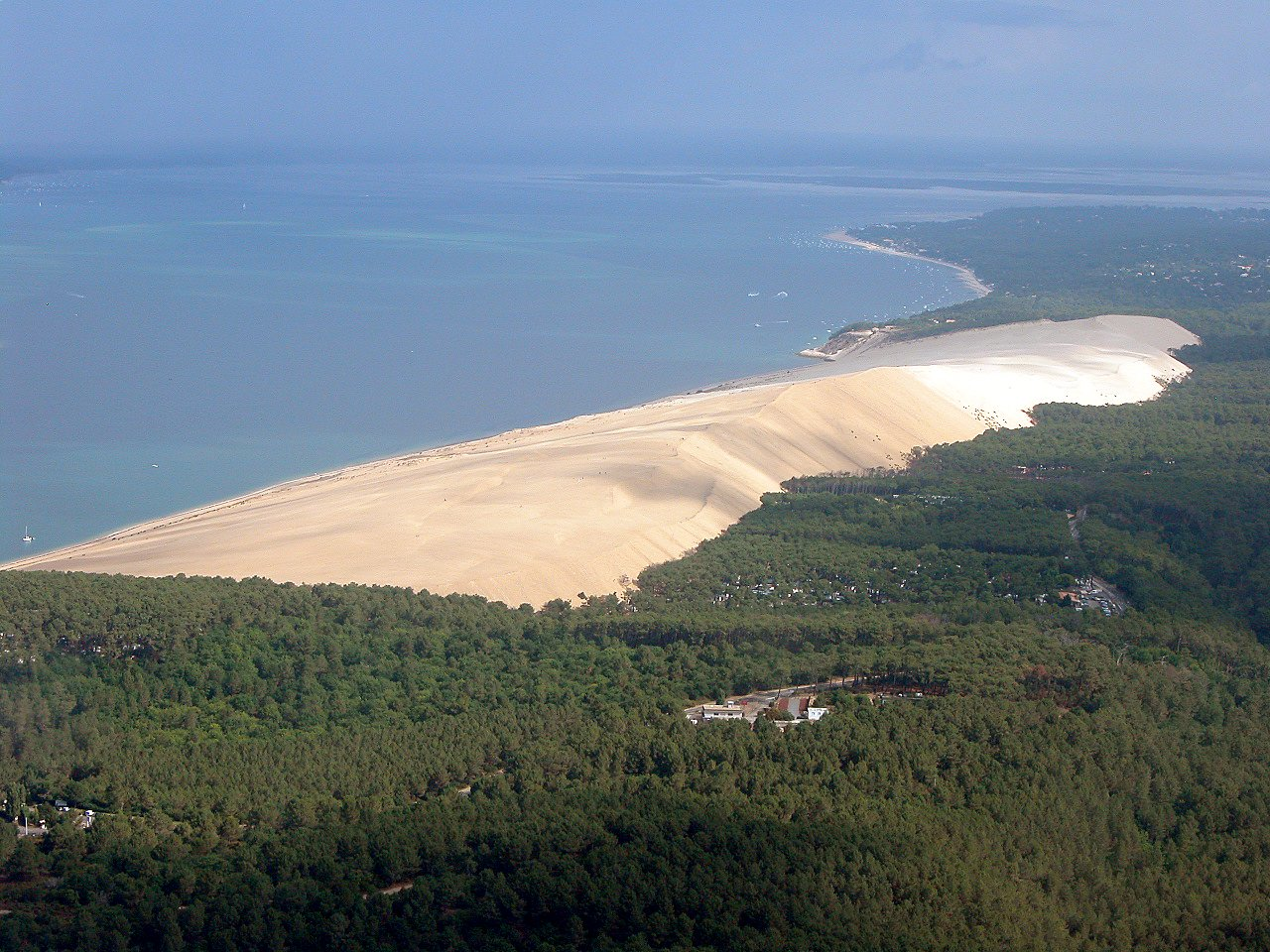
Dune du Pilat

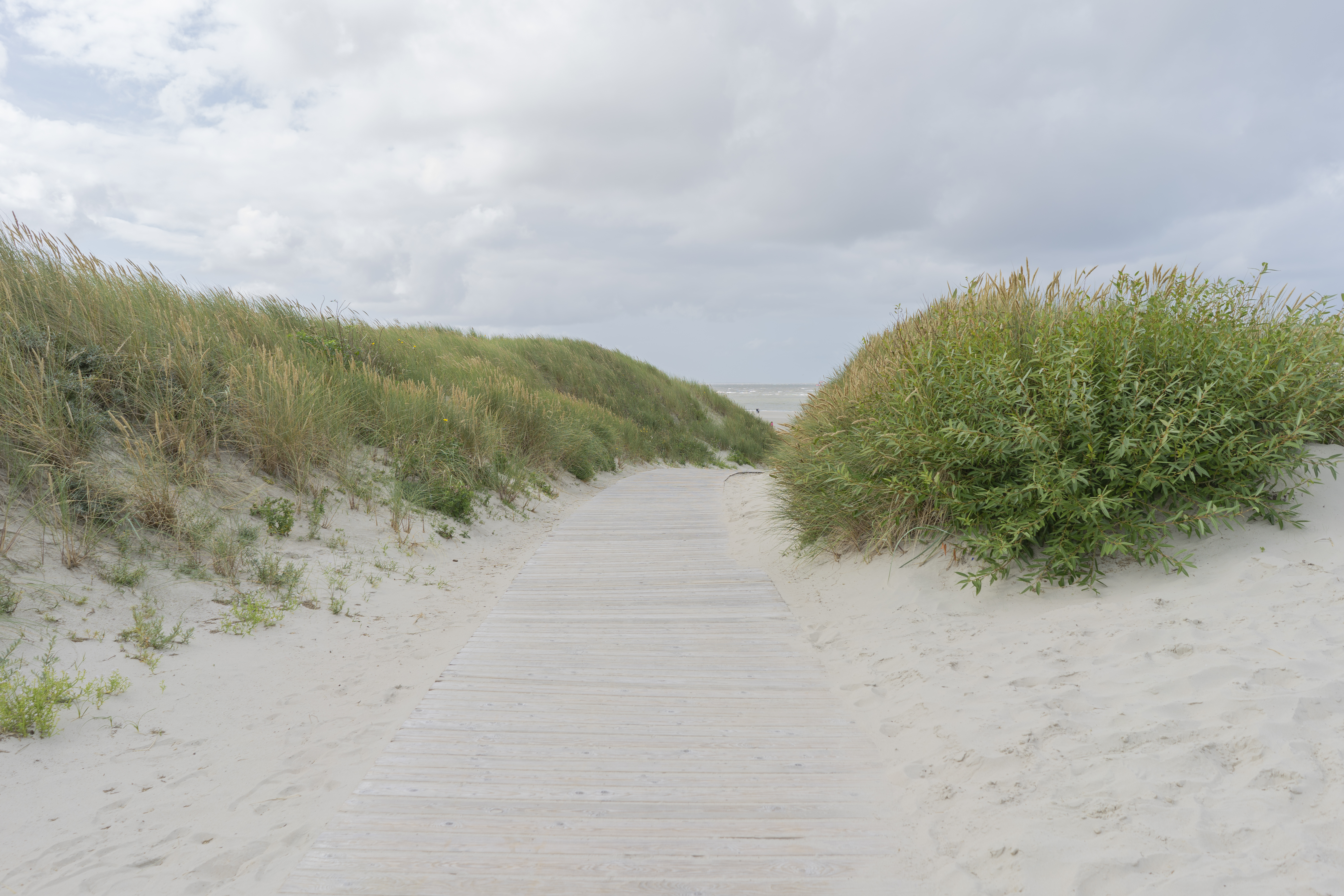
Dünen am Weg zum Langeooger Strand

In Mitteleuropa besitzen außer den Küstendünen nur noch die in der ausklingenden Eiszeit gebildeten Binnendünen eine nennenswerte Verbreitung.
- Die Küstendünen sind mit Flachküsten verbunden. Der Sand für diesen Dünentyp wird durch vorherrschende auflandige Winde vom sandigen Strand herangeweht, stammt also ursprünglich aus dem Meer, das den Sandstrand aufbaut. Je nach der Entwicklung der Vegetation im Hinterland des Strandes können unterschiedliche Dünentypen entstehen, die von unregelmäßigen Formen bis hin zu Parabeldünen reichen.
- Die Binnendünen wurden ursprünglich im kalten Tundrenklima während der ausklingenden Weichseleiszeit gebildet. Eine Weiterentwicklung bzw. Reaktivierung in der Nacheiszeit erfolgte unter dem Einfluss des Menschen. Durch intensive Landnutzung, z. T. Übernutzung, etwa durch Überweidung wurde die Vegetationsdecke zerstört und die Sandverwehung wieder aktiviert.

Wanderdünen gab und gibt es auch bei Pillkoppen (61 m) und Nida auf der Kurischen Nehrung (Parnidis-Düne, rund 52 m), im Elbtal bei Stixe, im Slowinzischen Nationalpark (Lontzkedüne, 42 m) bei Łeba in Polen.
In Dänemark, an der Nordspitze Jütlands, gibt es eine etwa 40 m hohe Wanderdüne, die Råbjerg Mile. Die größte Wanderdüne Europas bei Arcachon in Frankreich, die Dune du Pilat, ist zurzeit rund 110 m hoch.

## Dünen weltweit (exemplarisch)
In Arabien erstreckt sich die größte zusammenhängende Sandregion der Erde, die Rub al-Chali, über eine Länge von 1300 km und eine Breite von 800 km. Hier bedecken Sanddünen, die bis zu 300 m Höhe erreichen, eine Fläche von beinahe 500.000 km².
In der Sahara befinden sich die höchsten Dünen im Erg Tiffernine, westlich des Erg Issaouane in Algerien. Dort wurden Höhen von bis zu 430 m gemessen.
In der chinesischen Wüste Alashan erreicht der höchste Sandgipfel Biluthu 520 m Höhe. Er wird wahrscheinlich durch Feuchtigkeit aus dem Boden stabilisiert. Da der Wind nur die oberste Schicht über die Dünenkämme weht, wird davon ausgegangen, dass die Fundamente der dortigen Riesendünen zuletzt vor ca. 5000 Jahren bewegt wurden. Sie gelten als die ältesten Dünen der Erde.
Cerro Blanco in der peruanischen Region Ica, gilt mit 2070 m Gipfelhöhe über dem Meeresspiegel als höchstgelegene größere Düne der Erde.
Extraterrestrische Dünen

Auch auf dem Saturnmond Titan und dem Mars gibt es Dünenfelder. Das größte befindet sich in der Ebene Vastitas Borealis.

## Singende Dünen

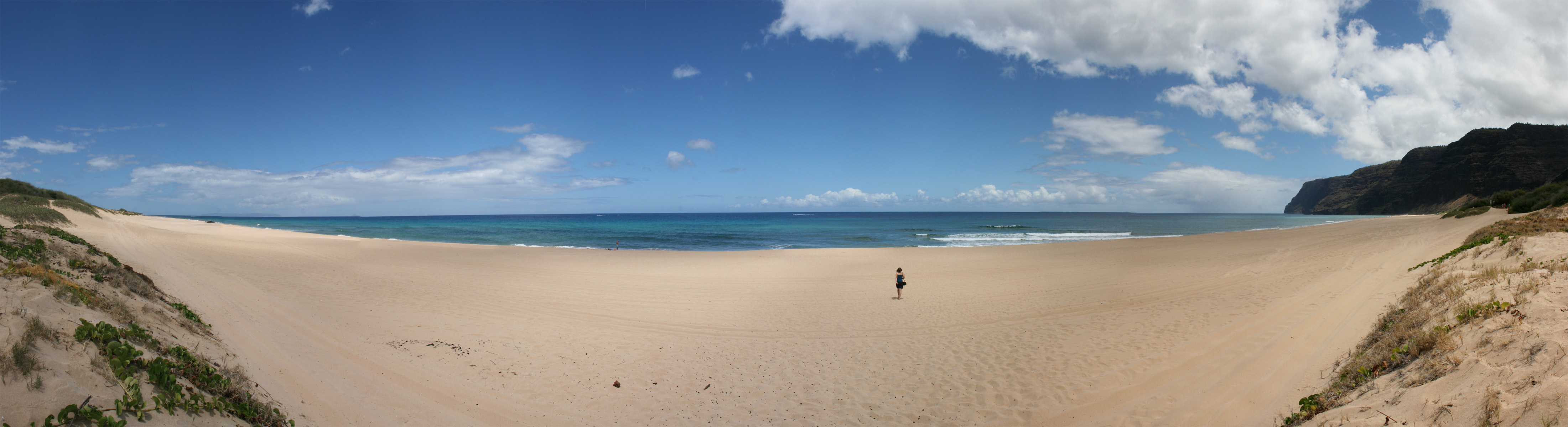
Ein besonderes Phänomen stellt der Barking Sands Beach von Kauai dar, der beim Betreten ein bellendes Geräusch erzeugt.

Singende Dünen finden sich in nahezu allen Wüsten der Erde und darüber hinaus auch in Gebieten mit großen Stranddünen. Als Singen werden dabei die durch an den Dünen abrutschenden Sand erzeugten tiefen und lauten Brummtöne bezeichnet, die teilweise über mehr als zehn Kilometer hörbar sind und bis zu 15 Minuten anhalten.
Die entstehenden Geräusche werden oft mit Brummen, Stöhnen, Trommeln, Donner, Nebelhörnern oder tief fliegenden Propellerflugzeugen verglichen.
Durch diese große Bandbreite und die lange unerklärliche Herkunft der Töne haben die Singenden Dünen Eingang in Legenden und Literatur gefunden. Schon Marco Polo berichtete aus der Gobi von bösen Wüstengeistern, die „manchmal die Luft mit den Klängen der verschiedensten Musikinstrumente füllten, manchmal aber auch mit Trommeln oder Waffenlärm“. Neuere Erwähnungen finden sich in so unterschiedlichen Texten wie Charles Darwins Voyages of the Beagle (1889) und Frank Herberts Der Wüstenplanet (1984).
Die von den Dünen erzeugten Töne können eine Lautstärke von bis zu 100 dB erreichen und liegen meistens um 100 Hz; es sind aber auch Frequenzen von bis zu 770 Hz dokumentiert.
Obwohl das Phänomen der Singenden Dünen also schon lange bekannt ist und wissenschaftlich untersucht wurde, wurden die wesentlichen Wirkmechanismen erst in den letzten Jahren erforscht. Erzeugt werden die Geräusche durch das Abrutschen von Sandlawinen, in denen sich die Sandkörner abwärts bewegen. Durch diese Bewegung wird die angrenzende Luft in Schwingungen versetzt, so dass eine kleine Druckwelle und damit auch Schallwelle entsteht. Da die abrutschende Sandschicht aus bis zu 500 Sandkornschichten besteht, summieren sich die einzelnen Töne bei synchroner Bewegung der Sandkörner zu den lauten Brummtönen. Ungeklärt ist bisher noch der Mechanismus, mit dem die Sandkörner ihre Bewegung synchronisieren.
Singende Dünen finden sich in fast allen Trockenwüsten der Erde, unter anderem in
- der Namib bei Terrace Bay (Skelettküste)
- der Sahara
- der Gobi
- der Arabischen Wüste
- am Sand Mountain in Nevada
- und auf Hawaii.

## Versteinerte Dünen

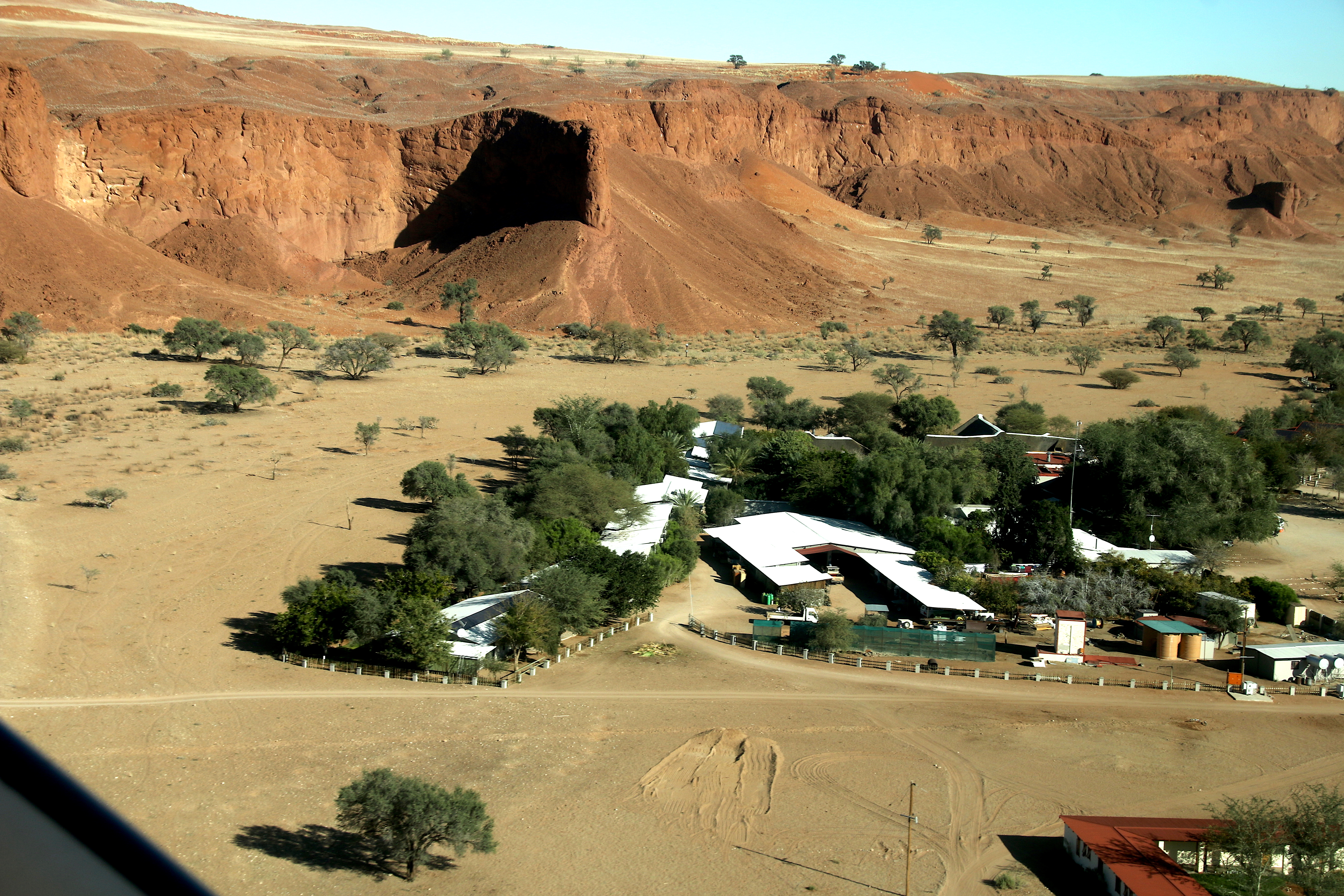
Versteinerte Dünen in der Namib (2018)

In der Namib gibt es versteinerte Dünen. Dieser Sandstein gilt als Beleg dafür, dass die Namib mit einem Alter von etwa 20 Millionen Jahren die älteste Wüste der Welt ist.